# 丹下紘希
丹下 紘希（たんげ こうき、1968年11月24日 - ）は、主にミュージック・ビデオを手掛ける日本の映像作家。岐阜県出身。元ダンサー。Yellow Brain代表。映像製作者協会 (MVPA) 理事長。

## 概要
舞踏家・大野一雄に師事し、1988年にはブリスベン国際レジャー博覧会に滑川五郎と共にダンサーとして参加した。東京造形大学デザイン学科卒業後、1997年に文化庁在外派遣芸術家として、1年間ニューヨークに滞在。
アーティストの楽曲を大胆に解釈し、「丹下色」とも言われるグレー、モノクロ、セピア等を基調とした、独特の色彩の世界観を構築する映像が特徴。また、経歴に関係してか、ダンスを取り入れた作品が多い。ミュージック・ビデオでは、数々の賞を受賞している。2009年には、ミュージック・ビデオなど丹下が監督を務めた作品約40本を収録したDVD『TANGE KOUKI VIDEO COLLECTION』が発売された。近年ではグラフィックのアートディレクションも手がけている。
Mr.Childrenと関わりが深く、多くのミュージック・ビデオやライブのスクリーン用映像、ライブ・ビデオの編集・演出を担当している。また、CDなどのアートワークやライブのグッズのほか、ライブで訪れた街のCDショップに訪問する「I ♥ CD shops!」プロジェクトのステッカーのデザインも手がけている。2004年には、楽曲「ファスナー」をモチーフにした作品『FASTENER』を制作し、Jam Films2で映画監督デビューを果たした。
過去に怒髪天の増子直純やLAUGHIN' NOSEらと包丁の実演販売のアルバイトをしていたことがある。
自身の仕事について、丹下は「イラク戦争を機に、心で判断して決めていこう。特に仕事の選択をする時は、自分心とまっすぐに向き合い、そこから離れていたり、矛盾している仕事なら選ばない」「社会と関係している以上は、お金って絶対発生するわけですよね。それを無視した上で表現活動をするっていうのは無理だと思うんです。完全に社会と切り離されてしまっているのであれば別ですけど、そんな人滅多にいないですし、僕個人としては、アートと商業を両立させないといけないと思っている」と述べている。
妻はダンサーの康本雅子。

## 監督作品

### ミュージック・ビデオ
- AI - 「Shining Star」
- 絢香 - 「みんな空の下」
- WINO - 「New Dawn F」
- OZROSAURUS - 「ROLLIN'045」
- 唐沢美帆 - 「affection」
- GUNDOG - 「Chair」
- 氣志團 - 「キラ キラ!」
- Kirari - 「to be Lover」「living love」
- 久保田利伸 - 「AHHHHH!」
- GLAY - 「天使のわけまえ」
- 桑田佳祐 - 「白い恋人達」
- CHEMISTRY - 「PIECES OF A DREAM」「You Go Your Way」「アシタヘカエル」
- コブクロ - 「蕾（つぼみ）」
- SAKURA - 「ラブ♥をばらまこう」「Day in*Day out」「HEART OF GOLD」「Oh I…」「コエヲキカセテ」
- Joi - 「Cravin」
- Salyu - 「VALON-1」「Dialogue（ダイアローグ）」「Peaty」「彗星」「name」「プラットホーム」
- Zeebra - 「CHILDREN'S STORY」
- 嶋野百恵 - 「Next Lounge」「Jr.Butterfly」
- SUPER BUTTER DOG - 「FUNKY ウーロン茶」
- スガシカオ - 「AFFAIR」
- 鈴木亜美 - 「Reality」
- TIGER - 「オレンジ」
- 千織 - 「Best Friends?」（春山祥一と合作）「Reminiscence ～レミニッセンス～」
- 怒髪天 - 「ド真ん中節」
- Neo - 「Red Incognito feat. Rude Boy Face」（春山祥一と合作）
- 元ちとせ - 「この街」
- 浜崎あゆみ - 「ourselves」「Because of You」「alterna」
- Bank Band - 「優しい歌」「生まれて来る子供たちのために」「to U」「はるまついぶき」（クリエイティブディレクター）
- 一青窈 - 「指切り」「てんとう虫」「つないで手」「受け入れて」
- BRAHMAN/EGO-WRAPPIN' - 「WE ARE HERE」
- Vlidge - 「Everybody needs love」
- Fleming Pie - 「Sunday morning」「SO RA SO」「THE MAN IN THE MOON」
- 星村麻衣 - 「Stay With You」
- MY LITTLE LOVER - 「Survival」
- マキシマム ザ ホルモン - 「ビキニ・スポーツ・ポンチン」
- 麻波25 - 「MOB SQUAD II feat. Kj、黒兄、ONO-G」
- MISIA - 「Rhythm Reflection」「Don't stop music!」「IN MY SOUL」
- Mr.Children - 「youthful days」「君が好き」「Any」「くるみ」「and I love you」「Worlds end」「箒星」「しるし」「フェイク」「GIFT」「himawari」（クリエイティブディレクター）
  - また、2007年発売のアルバム『HOME』に収録されている「彩り」に関しては「もう1つのミュージック・ビデオ」という形でオリンパスのホームページ上で公開された。オリジナルのミュージック・ビデオは森本千絵によって監督されたものである。
- 光永亮太 - 「Always」
- MONKEY MAJIK - 「fly」（春山祥一と合作）「Around The World」（春山祥一と合作）「another day」（春山祥一と合作）「フタリ」「Picture Perfect」「アイシテル」「虹色の魚」「SAKURA」「FOREVER」
- 山下達郎 - 「FOREVER MINE」
- ゆず - 「いちご」（Yellow Brain名義）
- RIZE - 「heiwa」
- RHYMESTER - 「ウワサの真相 featuring F.O.H」 「現金に体を張れ」
- Λucifer - 「堕天使BLUE」「Cの微熱」「TOKYO幻想」「LUCY」「CARNATION CRIME」「JUNK CITY」

### ジャケット
- 『TANGE KOUKI VIDEO COLLECTION』
- Bank Band - 「to U」『沿志奏逢2』
- Mr.Children - 『Mr.Children Tour 2004 シフクノオト』『I ♥ U』『MR.CHILDREN DOME TOUR 2005 "I ♥ U" 〜FINAL IN TOKYO DOME〜』「箒星」「しるし」「フェイク」『Mr.Children "HOME" TOUR 2007 -in the field-』『Mr.Children "HOME" TOUR 2007』『Mr.Children Tour 2009 〜終末のコンフィデンスソングス〜』『Mr.Children TOUR 2011 "SENSE"』『Mr.Children STADIUM TOUR 2011 SENSE -in the field-』『[(an imitation) blood orange]』『Mr.Children [(an imitation) blood orange] Tour』『REFLECTION』『Mr.Children REFLECTION {Live & Film}』『Mr.Children Stadium Tour 2015 未完』

### CM
- 魔女たちの眠り -夜想曲-
- フジテレビCF「きっかけはフジテレビ（32才篇）」
- ダイドードリンコ「MIU」CM
- KOSE「ESPRIQUE PRECIOUS」CM

### テレビ
- 恋した-AROUND THE WORLD（テレビ東京）
- 街の灯り（フジテレビ）
- 火垂るの墓（2005年、日本テレビ）タイトルバック
- 14才の母（2006年、日本テレビ）タイトルバック
- バッテリー（2008年、NHK）タイトルバック
- ネオコラ! 〜東京環境会議〜（2008年、フジテレビ）タイトルバック

## 出演

### ネット番組
- ポリタスTV（YouTube、2021年10月27日）